# عرقون طحلباني
عرقون طحلباني (الاسم العلمي:Euphrasia muscosa) هي نوع نباتي يتبع جنس العرقون من الفصيلة الجعفيلية.  